# Tavullia
Tavullia là một đô thị ở tỉnh Pesaro và Urbino trong vùng Marche, nằm cách 70 km về phía tây bắc của Ancona và khoảng 15 km về phía tây nam của Pesaro. As of 1 August 2004, đô thị này có dân số 7.000 và diện tích là 44,1 km². Tavullia's original name, before 1938 was "Tomba".
Đô thị Tavullia có các frazioni (các đơn vị trực thuộc, chủ yếu là các làng) Babbucce, Belvedere Fogliense, Case Bernardi, Padiglione, và Rio Salso.
Tavullia giáp các đô thị sau: Colbordolo, Gradara, Mondaino, Montecalvo in Foglia, Montegridolfo, Montelabbate, Pesaro, Saludecio, San Giovanni in Marignano, Sant'Angelo in Lizzola.
Từ đầu thế kỷ 21, Tavullia được nhiều người biết đến là quê nhà của Valentino Rossi, một trong những tay đua mô tô thành công nhất trong lịch sử. Từ khi nổi tiếng Valentino Rossi vẫn quyết định sống ở Tavullia chứ không chuyển đến một đô thị sầm uất nào khác. Anh còn xây dựng ở đây một trường đua phủi mang tên VR46 Motor Ranch và thành lập một đội đua mô tô mang tên VR46 Racing Team. Chính quyền địa phương nhiều lần tổ chức vinh danh Valentino Rossi, cũng là một cách để quảng bá hình ảnh vùng này.